# Banqiaodam
De Banqiaodam was een stuwdam gelegen in de Chinese provincie Henan. De dam begaf het in 1975 als gevolg van de tyfoon Nina. Er kwamen tenminste 26.000 mensen om het leven door de enorme hoeveelheid water die diverse woongebieden overspoelde. Door de daaropvolgende hongersnood en de epidemieën die uitbraken, kwamen nog eens 145.000 mensen om het leven. Door de vloedgolf stortten bijna zes miljoen gebouwen in.

## Geschiedenis
De dam werd gebouwd in de jaren vijftig in de Ru als onderdeel van een project om overstromingen te voorkomen en elektriciteit te genereren. De dam was 118 meter hoog en het meer had een capaciteit van 492 miljoen m³ water, waarvan 375 miljoen m³ was gereserveerd om een teveel aan regenwater op de vangen. Na het afronden van de bouw kwamen er scheuren in de dam. Deze beschadigingen werden gerepareerd en de dam werd aangepast met behulp van advies van Russische technici. De dam werd als onverwoestbaar beschouwd.
Chen Xing was een hydroloog en had meegeholpen aan het ontwerp van de dam. Xing was het niet eens met de afvoercapaciteit van de dam en dus het aantal noodsluizen. Hij had aanbevolen dat er twaalf aanwezig zouden moeten zijn, maar er werden er slechts vijf gebouwd. Xing werd al snel van het project gehaald na zijn kritiek op de veiligheidsmaatregelen. Na een aantal problemen met de dam in 1961 werd hij teruggehaald, maar daarna weer uit het project gezet.

### Overstroming
In augustus 1975 ontstond een overstroming na dagen van recordhoeveelheden regen door de tyfoon Nina. Op 7 augustus werd toestemming gegeven tot het openen van sluizen van de dam, maar de telegrafen wisten het nieuws niet over te brengen tot de dam.
De sluizen konden niet genoeg water afvoeren om de druk op de dam te verlagen. Op 8 augustus om 00.30 uur begaf de smallere Shimantandam het, een kleinere dam verder stroomopwaarts gelegen in dezelfde rivier als waarin de Banqiaodam lag. Een half uur later brak daardoor ook de Banqiaodam. In de zes uur na de instorting spoelde 701 miljoen ton water weg dat gelegen was achter de dammen. Er was nauwelijks geëvacueerd en veel mensen verdronken. De stad Daowencheng was zelfs geheel van de kaart verdwenen: alle 9600 inwoners van die stad verdronken.
Als gevolg van de regenval werd de belangrijke Jingguangspoorbaan voor achttien dagen gesloten. Negen dagen na de ramp hadden nog steeds één miljoen mensen geen hulp gehad. Er braken epidemieën uit en er was honger.
Na de ramp werden veel dammen opnieuw gebouwd. In 1993 werd de Banqiaodam herbouwd en de Shimantandam in 1996.